# Ramón Valdez Urtiz
Ramón Valdez Urtiz (Guadalajara, Jalisco; 19 de diciembre de 1981), es uno de los hijos de Ramón Valdés es un actor y productor mexicano de cine, teatro y televisión. Es conocido por sus interpretaciones en series de televisión y telenovelas como El premio mayor, Soñadoras, Mar de amor entre otras.

## Biografía
Inició su carrera a muy temprana edad participando en la telenovela Las grandes aguas a la que le siguieron pequeñas participaciones en producciones como Cuando llega el amor y Carrusel  donde formó parte del elenco infantil interpretando a Abelardo.
En los años 90 fue actor exclusivo de las producciones de Emilio Larrosa entre las que destacan El premio mayor y Tu y yo donde interpretó a Fernandito Santillana el hijo rebelde de Joan Sebastian y Maribel Guardia.
En 2009 se une al elenco estelar de Mar de amor a lado de Zuria Vega y Mario Cimarro.
A la par de su carrera de actor también cursó la carrera de medicina. 
En la actualidad combina su trabajo de actor con la dirección y producción cinematográfica.

## Filmografía

### Telenovelas
- La fuerza del destino (2011) - Ezequiel López
- Mar de amor (2009-2010) - Salvador Ruíz[5]
- Hasta que el dinero nos separe (2009) - Germán
- Camaleones (2009) - Perico[6]
- Al diablo con los guapos (2007-2008) - Carlos «Chamuco»
- Muchachitas como tú (2007) - Raúl
- Corazones al límite (2004) - Jesús «Chucho» Pérez Ávila
- De pocas, pocas pulgas (2003) - El Gato
- Amigas y rivales (2001) - Rodrigo
- Mujeres engañadas (1999-2000) - Gerardo Quintero
- Soñadoras (1998-1999) - Rodolfo
- Tu y yo (1996-1997) - Fernando Santillana Díaz-Infante
- El premio mayor (1995-1996) - Jorgito Domensain[7]
- Cuando llega el amor (1989-1990) - Toñito
- Carrusel (1989-1990) - Abelardo Cruz
- Las grandes aguas (1989) - Robertito Rivas

### Series
- Como dice el dicho (2012) - Jorge
- El equipo (2011) - Fernández
- Tiempo final (2009) - Manuel Álvarez
- Mujeres asesinas (2009) - Luis
- La rosa de Guadalupe (2008) - Quique
- Mujer, casos de la vida real (1997-2007)
- Papá soltero (1990)

### Cine
- Buscando a Julieta (2020) - Ejecutivo
- Therapy (2018) - Juán
- Quemar las naves (2007) - Ismael
- Cuentas claras (1999) - Ray